# Линейка Голомба
Линейка Голомба в теории чисел — набор неотрицательных целых чисел, расположенных в виде делений на воображаемой линейке таким образом, что расстояние между любыми двумя делениями является уникальным. Другими словами, на всём протяжении линейки нельзя найти два числа, разность между которыми повторялась бы дважды.
Названы в честь американского математика Соломона Голомба, хотя первые упоминания подобных конструкций встречаются в более ранних публикациях Сидона и Бэбкока.

## Определения
Число делений на линейке Голомба называют её порядком, а наибольшее расстояние между двумя её делениями — длиной.
Например, линейка с делениями 0 1 4 9 11 является линейкой пятого порядка длины 11.
Иногда линейки Голомба описываются расстояниями между соседними делениями, а не абсолютными координатами делений, поэтому приведённая выше линейка будет выглядеть как 1-3-5-2. Максимальное число пар, которые можно составить из делений линейки порядка n, равно числу сочетаний {\displaystyle {\tbinom {n}{2}}={\tfrac {n(n-1)}{2}}}.
Линейки, полученные из данной путём сдвига каждого деления на фиксированное число — например, 1 2 5 10 12, — или перечислением делений линейки в обратном порядке (зеркально-отражённые) — например, 0 2 7 10 11, — считаются эквивалентными. Поэтому в каноническом представлении линейки Голомба наименьшее деление соответствует нулевой координате, а следующее за ним деление располагается на наименьшем из двух возможных расстояний.
Линейка Голомба не всегда пригодна для измерения всех целочисленных расстояний в пределах её длины, однако если пригодна, то такую линейку называют совершенной (англ. Perfect Golomb Ruler (англ.), PGR). Совершенные линейки существуют только для порядков, меньших пяти.
Линейку Голомба называют оптимальной (англ. Optimal Golomb Ruler (англ.), OGR), если не существует более коротких линеек того же порядка. Другими словами, линейка является оптимальной, если в каноническом представлении значение её последнего деления минимально возможное.
Создать линейку Голомба относительно просто, но вот доказательство оптимальности линейки является трудоёмким вычислительным процессом. В настоящее время способ получения оптимальной линейки Голомба произвольной длины n неизвестен, однако полагают, что эта задача является NP-трудной.

## Известные оптимальные линейки Голомба
Известны линейки Голомба до 150-го порядка, однако оптимальность доказана только для линеек порядка, не превышающего 28.
Следующая таблица содержит все известные на 2023 год линейки Голомба в каноническом представлении, для которых доказана оптимальность.
| Порядок | Длина | Деления                                                                                                | Промежутки                                                   |
| ------- | ----- | --- | ------------------------------------------------------------ |
| 1       | 0     | 0 | 0                                                            |
| 2       | 1     | 0 1 | 1                                                            |
| 3       | 3     | 0 1 3                                                                                                  | 1 2                                                          |
| 4       | 6     | 0 1 4 6                                                                                                | 1 3 2                                                        |
| 5       | 11    | 0 1 4 9 11 0 2 7 8 11                                                                                  | 1 3 5 2 2 5 1 3                                              |
| 6       | 17    | 0 1 4 10 12 17 0 1 4 10 15 17 0 1 8 11 13 17 0 1 8 12 14 17                                            | 1 3 6 2 5 1 3 6 5 2 1 7 3 2 4 1 7 4 2 3                      |
| 7       | 25    | 0 1 4 10 18 23 25 0 1 7 11 20 23 25 0 1 11 16 19 23 25 0 2 3 10 16 21 25 0 2 7 13 21 22 25             | 1 3 6 8 5 2 1 6 4 9 3 2 1 10 5 3 4 2 2 1 7 6 5 4 2 5 6 8 1 3 |
| 8       | 34    | 0 1 4 9 15 22 32 34                                                                                    | 1 3 5 6 7 10 2                                               |
| 9       | 44    | 0 1 5 12 25 27 35 41 44                                                                                |                                                              |
| 10      | 55    | 0 1 6 10 23 26 34 41 53 55                                                                             |                                                              |
| 11      | 72    | 0 1 4 13 28 33 47 54 64 70 72 0 1 9 19 24 31 52 56 58 69 72                                            |                                                              |
| 12      | 85    | 0 2 6 24 29 40 43 55 68 75 76 85                                                                       |                                                              |
| 13      | 106   | 0 2 5 25 37 43 59 70 85 89 98 99 106                                                                   |                                                              |
| 14      | 127   | 0 4 6 20 35 52 59 77 78 86 89 99 122 127                                                               |                                                              |
| 15      | 151   | 0 4 20 30 57 59 62 76 100 111 123 136 144 145 151                                                      |                                                              |
| 16      | 177   | 0 1 4 11 26 32 56 68 76 115 117 134 150 163 168 177                                                    |                                                              |
| 17      | 199   | 0 5 7 17 52 56 67 80 81 100 122 138 159 165 168 191 199                                                |                                                              |
| 18      | 216   | 0 2 10 22 53 56 82 83 89 98 130 148 153 167 188 192 205 216                                            |                                                              |
| 19      | 246   | 0 1 6 25 32 72 100 108 120 130 153 169 187 190 204 231 233 242 246                                     |                                                              |
| 20      | 283   | 0 1 8 11 68 77 94 116 121 156 158 179 194 208 212 228 240 253 259 283                                  |                                                              |
| 21      | 333   | 0 2 24 56 77 82 83 95 129 144 179 186 195 255 265 285 293 296 310 329 333                              |                                                              |
| 22      | 356   | 0 1 9 14 43 70 106 122 124 128 159 179 204 223 253 263 270 291 330 341 353 356                         |                                                              |
| 23      | 372   | 0 3 7 17 61 66 91 99 114 159 171 199 200 226 235 246 277 316 329 348 350 366 372                       |                                                              |
| 24      | 425   | 0 9 33 37 38 97 122 129 140 142 152 191 205 208 252 278 286 326 332 353 368 384 403 425                |                                                              |
| 25      | 480   | 0 12 29 39 72 91 146 157 160 161 166 191 207 214 258 290 316 354 372 394 396 431 459 467 480           |                                                              |
| 26      | 492   | 0 1 33 83 104 110 124 163 185 200 203 249 251 258 314 318 343 356 386 430 440 456 464 475 487 492      |                                                              |
| 27      | 553   | 0 3 15 41 66 95 97 106 142 152 220 221 225 242 295 330 338 354 382 388 402 415 486 504 523 546 553     |                                                              |
| 28      | 585   | 0 3 15 41 66 95 97 106 142 152 220 221 225 242 295 330 338 354 382 388 402 415 486 504 523 546 553 585 |                                                              |

## Нахождение оптимальных линеек Голомба
Оптимальная линейка Голомба 24-го порядка была найдена в 1967 году Джоном Робинсоном (John P. Robinson) и Артуром Бернштейном (Arthur J. Bernstein). Однако её оптимальность была доказана лишь 1 ноября 2004 года объединёнными усилиями более чем 40 тысяч человек со всего мира в течение 4 лет и 110 дней в рамках проекта распределённых вычислений OGR-24 некоммерческой организации distributed.net.
Оптимальная линейка Голомба 25-го порядка была найдена в 1984 году Аткинсоном (M. D. Atkinson) и Хассенкловером (A. Hassenklover). Доказательство её оптимальности было завершено за 3006 дней 24 октября 2008 года в рамках проекта OGR-25.
Доказательство оптимальности линейки Голомба 26-го порядка было завершено за 24 дня 24 февраля 2009 года в рамках проекта OGR-26.
Доказательство оптимальности линейки Голомба 27-го порядка было завершено за 1822 дня 19 февраля 2014 года в рамках проекта OGR-27.
Доказательство оптимальности линейки Голомба 28-го порядка выполнено проектом OGR-28 при участии yoyo@home.

## Применения
Одним из практических применений линейки Голомба, является использование её в фазированных антенных решётках — например, в радиотелескопах.
Антенны с конфигурацией [0 1 4 6] можно встретить в базовых станциях сотовой связи стандарта CDMA.
Линейки Голомба используются для создания последовательностей радиолокационных сигналов на импульсных радарах, зондирующих ионосферу .